# Parnamirim
För andra betydelser, se Parnamirim (olika betydelser).
Parnamirim är en stad och kommun i nordöstra Brasilien och är den tredje största staden i delstaten Rio Grande do Norte. Den är belägen strax söder om Natal och ingår i dess storstadsområde. Den internationella flygplatsen Augusto Severo International Airport ligger inom kommungränsen.

## Befolkningsutveckling
| Område     | Areal (km²) | Invånarantal 1 augusti 2000 | Invånarantal 1 augusti 2010 | Invånarantal 1 juli 2014 |
| ---------- | ----------- | --------------------------- | --------------------------- | ------------------------ |
| Parnamirim | 123,47      | 124 690                     | 202 456                     | 235 983                  |